# Tongal
Tongal — платформа для создания контента, используемого студиями, брендами по всему миру. Основана в 2009 году в Санта-Монике, Калифорния, США.
Клиенты Tongal включают LEGO, Mattel, Procter & Gamble, Unilever, Johnson & Johnson и NASA.

## История
Tongal была основана Джеймсом ДеДжулио, Робом Сальваторе и Марком Бурреллом в июне 2007 года. Компания была включена под другим именем 12 мая 2008 года в Делавэре, и первая итерация платформы Tongal была построена с использованием TopCoder через краудсорсинг. Tongal запустил свой первый видеопроект, связанный с Comedy.com, 20 мая 2009 года. Tongal нанял своего первого сотрудника в октябре 2009 года, а через два месяца в сообществе работало уже 1000 сотрудников.
В начале 2012 года компания запустила свой 100-й проект. В феврале 2012 года Tongal начал долгосрочное партнерство с LEGO. В следующем месяце Tongal начал работать с Pringles и P&G, а в апреле 2012 года Tongal переехал в Марина дель Рей в Санта-Монике, штат Калифорния. В декабре 2012 года Tongal привлек средства от Insight Venture Partners.
4 мая 2013 года Tongal открыла новую штаб-квартиру в Санта-Монике. В октябре 2013 года был открыт офис в Соединенном Королевстве, а в январе 2014 года — офис в Нью-Йорке.
Tongal заняла 205 место в Inc 500 в 2014 году, рейтинге, который определяет самые быстрорастущие компании в Соединенных Штатах. Компания также выиграла золотую медаль от Edison Awards в 2014 году за сотрудничество и управления знаниями. По состоянию на 2014 год Tongal обрабатывала около 200 проектов ежегодно. С 2010 по 2015 год доход Tongal вырос в пять раз. По состоянию на 2015 год Tongal имела глобальное сообщество из более чем 70 000 писателей, директоров и кинематографистов в 140+ странах.